# Аксьоненко Олександр Сергійович
Олександр Сергійович Аксьоненко (рос. Александр Сергеевич Аксёненко; 8 березня 1986, м. Новосибірськ, СРСР) — російський хокеїст, захисник. Майстер спорту.
Вихованець хокейної школи «Сибір» (Новосибірськ). Виступав за «Сибір» (Новосибірськ), СКА (Санкт-Петербург), «Металург» (Новокузнецьк), «Амур» (Хабаровськ), «Автомобіліст» (Єкатеринбург).
У складі молодіжної збірної Росії учасник чемпіонату світу 2006. У складі юніорської збірної Росії учасник чемпіонату світу 2004.

## Політична кар'єра
19 вересня 2021 року обраний депутатом Державної Думи обраний за виборчим округом № 137 (Іскитимський - Новосибірська область). Набрав 63272 голосів (29,57 % від усіх тих, хто проголосував).

## Санкції
Через підтримку російської агресії та порушення територіальної цілісності України під час російсько-української війни перебуває під персональними міжнародними санкціями різних країн. З 23 лютого 2022 року перебуває під санкціями всіх країн Європейського союзу. 
З 11 березня 2022 року перебуває під санкціями Великої Британії. З 24 березня 2022 року перебуває під санкціями Сполучених Штатів Америки. З 24 лютого 2022 року перебуває під санкціями Канади. З 25 лютого 2022 року перебуває під санкціями Швейцарії. З 26 лютого 2022 року перебуває під санкціями Австралії. З 12 квітня 2022 року перебуває під санкціями Японії.
Указом президента України Володимира Зеленського від 7 вересня 2022 року перебуває під санкціями України. З 3 травня 2022 року перебуває під санкціями Нової Зеландії.

### Розслідування
Був одним із депутатів Держдуми РФ, хто 22 лютого 2022 року підтримав ратифікацію "договору про дружбу, співробітництво та взаємну допомогу" між Росією й терористичними угрупованнями ЛНР та ДНР. У листопаді 2023 року заочно засуджений українським судом до 15 років позбавлення волі.